# اصطلاحات التسمية الفلكية
في العصور القديمة، الشمس والقمر، وبضع مئات من النجوم والكواكب المرئية بسهولة لها أسماء. وعلى مدى السنوات القليلة الماضية، ارتفع عدد الأجسام الفلكية التي تم تحديدها من مئات إلى أكثر من مليار، وأكثر من ذلك يتم اكتشافها كل عام. علماء الفلك بحاجة إلى أن يكونون قادرين على تعيين تسميات منهجية لتحديد وبشكل لا لبس فيه كل هذه الأجرام الفلكية، وفي الوقت نفسه إعطاء أسماء للأجرام الأكثر إثارة للاهتمام، وعند الحاجة مدي صلة ملامح هذه الأجرام بالتسمية.
الاتحاد الفلكي الدولي (IAU) هو السلطة المعترف بها رسميا في علم الفلك الحديث لتعيين التسميات للأجرام السماوية مثل النجوم، والكواكب، والكواكب الصغيرة، بما في ذلك أي ميزات على سطحها. وفي ظل الحاجة لأسماء لا لبس فيها للأجسام الفلكية، فقد أنشأ الاتحاد الفلكي الدولي عددا من الأنظمة للتسمية المنهجية للأجرام المختلفة الأنواع.

## النجوم
هناك ما لا يزيد عن بضعة آلاف من النجوم التي تظهر مشرقة بما فيه الكفاية في سماء الأرض لتكون مرئية للعين المجردة.
ويمثل هذا العدد من النجوم المسماة من قبل الحضارات القديمة. الحدود العليا لما هو ممكن من الناحية الفسيولوجية لكي يرى بالعين المجردة وهو القدر الظاهري 6، أو حوالي عشرة آلاف نجم. مع ظهور زيادة في عدد النجوم باستخدام قدرات التلسكوب، أصبح هناك العديد من النجوم التي يمكن رؤيتها، وهذا عدد كبير جدا من النجوم لتسميتة. نظام التسمية المبكر الذي لا يزال شعبي هو تسمية باير باستخدام اسم الأبراج لتحديد النجوم داخلها.

### النجوم الثوابت وأسماؤها
النجوم الثوابت، الأسماء العربية لا تزال طاغية عليها في العصر الحديث بشكل يسترعي انتباه كل من حاول أن يلقي نظرة على أطلس من أطالس السماء الحديثة.لكن في بداية القرن السابع عشر الميلادي وضع حنا باير حروفاً يونانية للدلالة على النجوم واستعمل النظام العربي نفسه، سوى أنه استبدل الحروف وما زاد على عدد الحروف اليونانية أصبح يعطى أرقاماً. أما أسماء النجوم نفسها فقد ظل كما هو.

### الأسماء الخاصة للنجوم
انشئ الاتحاد الفلكي الدولي فريق عمل الاتحاد الفلكي الدولي للأسماء النجوم Working Group on Star Names (WGSN) (IAU) في مايو 2016 لفهرست وتوحيد الأسماء الخاصة للنجوم. للمجتمع الفلكي الدولي. . الأسماء الخاصة للنجوم هي أسماء النجوم المتشتقة غالبا من العربية اواللاتينية. وهو يعمل تحت إشراف القسم C للتعليم والتوعية والتراث.

### نجوم مسماة بأشخاص
هناك حوالي 24 نجم مثل نجم برنارد ونجم كابتين والتي لها أسماء تاريخية والتي سميت تكريما للفلكيين وهي نتيجة الحملة إلى اطلقها في يوليو 2014 الاتحاد الفلكي الدولي لإعطاء أسماء الأعلام لبعض الكواكب الخارجية والنجوم التي تستضيفهم. العملية تتضمن مشاركة الجمهور لترشيح والتصويت لأسماء جديدة.، ووافق الاتحاد الفلكي الدولي على أسماء سرفانتس (تكريم الكاتب ميغيل دي ثيربانتس) وكوبرنيكوس (تكريم العالم الفلكي نيكولاس كوبرنيكوس) للنجوم ميو آرا و55 Cancri A، على التوالي. وفي يوليو 2016، وافق الاتحاد الفلكي الدولي على تسمية فريق عمل الاتحاد الفلكي الدولي للأسماء النجوم على الاسم كو Caroli (اللاتينية ل 'قلب تشارلز) لنجم ألفا السلوقيان، وسمي بهذا الاسم تكريما لجلالة الملك تشارلز الأول ملك إنجلترا من قبل طبيبه السير تشارلز سكاربورو

### فهارس النجوم
مع ظهور زيادة في عدد النجوم باستخدام قدرات التلسكوب، أصبح هناك العديد من النجوم التي يمكن رؤيتها، وهذا عدد كبير جدا من النجوم لتسميتة.وبدلا من ذلك، لدي النجوم تسميات مخصصة لها من قبل مجموعة متنوعة من الفهارس النجمية المختلفة.الفهارس القديمة إما تعين أحد الأرقام العشوائية للنجم، أو تستخدم نظام التسمية المنهجية البسيطة القائمة على الكوكبة التي تقع النجوم فيها. المجموعة المتنوعة من الفهارس المستخدمة للسماء تعني أن أكثر النجوم الساطعة لها تسميات متعددة. وفكرة إنشاء فهارس النجوم قديمة، وذلك منذ زمن المصريين القدماء والبابليين والإغريق والصينيين والعلماء العرب والفرس.

### تسمية باير
وهي طريقة إعطاء أسماء للنجوم في الفلك وهي طريقة ابتكرها عالم الفلك يوهان باير في بداية القرن السابع عشر وقد ظهرت لأول مرة في أطلسه الفلكي المسمى أورنمتريا. تقترح طريقته في تأشير النجم بحرف صغير من احرف اللغة اليونانية وبعدة الاسم باللاتينية للمجموعة التي ينتمي إليها النجم.

### تسمية فلامستيد
تسمية فلامستيد للنجوم مماثلة لباير، إلا أنها تستخدم الأرقام بدلا من الحروف اليونانية والرومانية. يتم تعيين اسم لكل نجم برقم مضاف إليه الاضافة اللاتينية للكوكبة التي يقع فيها النجم.هذه الطريقة في تعيين النجوم أول ما ظهرت في نسخة أولية على يد الفلكي البريطاني جون فلامستيد التي نشرها إدموند هالي وإسحاق نيوتن في 1712 دون موافقة فلامستيد وتشمل تسمية فلامستيد أسماء النجوم التي يمكن مشاهدتها بالعين المجردة في الابراج الحديثة وتكون مرئية من جنوب إنجلترا

### الفهارس النجمية الحديثة
يتم إنشاء معظم الفهارس الحديثة من قبل أجهزة الكمبيوتر، وذلك باستخدام التلسكوبات عالية الدقة وذات الحساسية العالية، ونتيجة لذلك يتم ويصف أعداد كبيرة جدا من الأجرام الفلكية. على سبيل المثال، فهرس دليل النجم الثاني له مدونة تشمل أكثر من 998,000,000 الأجسام الفلكية المختلفة. بدقة عالية جدا، وتعيين التسميات لهذه الأجسام الفلكية يتم على أساس موقعها في السماء

### بقايا النجوم
تسمية النجوم النابضة كانت فالبداية (لإحداثيات لحقبة 1950.0) تتم باستخدام أحرف المرصد المكتشف يليه المطلع المستقيم الخاص بالنجم (على سبيل المثال CP 1919). ومع اكتشاف المزيد من النجوم النابضة، أصبح رمز الحرف غير عملي، في الاتفاقية الحديثة يتم إضافة لأرقام القديمة مع حرف B (مثل PSR B1919 + 21)، B تعني الإحداثيات لحقبة 1950.0. كل النجوم النابضة الجديدة لديها مؤشر J مشيرا إلى إحداثيات الحقبة 2000.0 J الذي يوفر إحداثيات أكثر دقة عن موقعه في السماء ويضاف أيضا درجة الانحراف (قيمة الزاوية بين أي جرم سماوي وخط الاستواء السماوي).

### الثقوب السوداء
الثقوب السوداء ليس لها اصطلاحات تسمية متناسقة. الثقوب السوداء الهائلة تحصل على تسمية لب المجرة التي يكمن فيها. ومن الأمثلة على ذلك إن جي سي 4261، إن جي سي 4151 وM31 التي تستمد تسميتها من الفهرس العام الجديد وقائمة فهرس مسييه. الثقوب السوداء الأخرى، مثل نجم الدجاجة إكس-1 ومن المحتمل وبشكل كبير ان يكون ثقب أسود نجمي، تفهرس بحسب الكوكبة وترتيب وقت اكتشافها.
وتم تعيين عدد كبير من الثقوب السوداء بحسب وموقعها في السماء مسبوقة بأداة الأكتشاف أو المسح الفلكي الذي رصدها. ومن الأمثلة على ذلك SDSS J0100 + 2802 (حيث SDSS تشير إلى مسح سلووان الرقمي للسماء)، و RX J1131-1231 وهو وثقب أسود فائق الضخامة رصدة مرصد تشاندرا الفضائي للأشعة السينية(Chandra X-ray Observatory).

### المستعرات العظمى
المستعرات العظمى المكتشفة المعلن عنها من قبل المكتب المركزي للبرقيات الفلكية التابع لالاتحاد الفلكي الدولي تعطى تسمية مؤقتة تلقائيا بناء على احداثيات الاكتشاف. حيث يرسل المكتب المركزي للبرقيات الفلكية اسما مخصص للمستعر الاعظم ويكون الأسم معلم بدلالة  SN  تليها سنة الاكتشاف، مضاف لاحقة تتكون من واحد أو اثنين من حروف الأبجدية اللاتينية.
المستعرات العظمى الستة والعشرين الأولي المكتشفة في سنة تعين بحرف كبير من  A  إلى  Z  وتستخدم بعد ذلك ازوجا من الأحرف الصغيرة: aa, ab, وهلم جرا. منذ عام 1885، يتم تعيين-اللواحق إلكترونيا بشكل صريح، بغض النظر عما إذا تم الكشف عن مستعر أعظم واحد فقط خلال مدة سنة كاملة (على الرغم من هذا لم يحدث منذ عام 1947). وانطلاقا من التقدم في التكنولوجيا والزيادة في وقت وعمليات الرصد، فهناك مئات من النجوم المتفجرة التي ذكرت في كل عام إلى الاتحاد الفلكي الدولي، حيث رصد أكثر من 500 في عام قياسي عام 2007. ومنذ ذلك الحين انخفض عدد من النجوم المتفجرة سنويا بشكل مطرد.

## الأبراج النجمية (الكوكبات النجمية)

### نظرة تاريخية
تم تقسيم السماء إلى أبراج من قبل علماء الفلك القدماء وتخيل القدماء تكتلات النجوم بأشكال تتشابه مع الحيوانات والطيور وأشكال أخرى، وأطلقوا عليها أسماء الشكل الذي تخيلوه أو استخدموا أسماء آلهتهم وأبطال أساطيرهم، سميت بأسماء يونانية ولاتينية وعربية وإغريقية، ولكن من الصعب حسم سبب تسمية كل برج من البروج بالتحديد وكيف اختيرت أسماؤها فلكل حضارة كان لكل شكل اسم، كما أن معظمها قديم قدم البشرية، بالإضافة إلى أن هناك ارتباط بين تسميات البروج والفصول الأربعة، فقد يكون القدماء قد أستخدموها ليكون وسيلة تقويم يعلمهم بالمواسم والفصول مثل مواسم الحصاد ومواعيد الأمطار وغيرها.ويشير بعض المؤرخين إلى أن سكان دجلة والفرات منذ حوالي 3000 ق.م هم أول من أطلق معظم أسماء الكوكبات النجمية.ولازال المنجمون الغربيون يتعاملون في تنجيمهم على المواعيد القديمة لمرور الشمس خلال البروج والذي أساسه دخول الشمس الظاهري لبرج الحمل في 21 مارس حيت الاعتدال الربيعي.

### الكوكبات الحديثة
بصرف النظر عن ان لا معنى علمي للكوكبات، فإنها توفر نقطة مرجعية مفيدة في السماء لبني الإنسان، بما في ذلك علماء الفلك.في عام 1930، تم تحديد حدود هذه الأبراج بواسطة أوجين جوزيف ديلبورت، واعتمدت من قبل الاتحاد الفلكي الدولي، بحيث الآن كل نقطة على الكرة السماوية تنتمي إلى كوكبة معينة
يبلغ عدد الكوكبات الحديثة اليوم وحسبما صنفها العلماء 88 برجاً تغطي كامل النجوم المرئية في السماء، وأقر الاتحاد الدولي لعلم الفلك أسماء تلك الابراج باللغة اللاتينية، ويطلق العلماء أسماء على نجوم تلك الابراج بأحرف اللغة اللاتينية، فيكون المعها هو الحرف آلفا ثم بيتا فجاما وهكذا.

## المجرات
مثل النجوم، معظم المجرات لا تملك أسماء. وهناك استثناءات قليلة مثل مجرة المرأة المسلسلة و، وسحابة ماجلان، ومجرة الدوامة، وغيرها، ولكن لديها أكثر من رقم مفهرس.
في القرن ال19، كانت طبيعة المجرات غير مفهومة بعد، الفهارس المبكرة كانت ببساطة تجمع المجرات مع العناقيد المفتوحة والمغلقة والسدم
فهرس مسييه قائمة تضم 110 جرم سماوي، أعده الفلكي الفرنسي شارل مسييه وقام بنشره سنة 1774. مجرة المرأة المسلسلة يرمز لها في فهرس مسييه 31 أو M31. ومجرة الدوامة رمزها M51 .الفهرس العام الجديد  أكبر من ذلك بكثير ويسرد ما يقرب من 8000 جرم، ولا يزال يخلط المجرات مع السدم وعناقيد النجوم.

## الكواكب
ألمع الكواكب في السماء تمت تسميتها منذ العصور القديمة. تؤخذ الأسماء العلمية من الأسماء التي قدمها الرومان: عطارد، الزهرة، المريخ، المشتري، وزحل.كوكبنا الخاص عادة ما يسمى الأرض وباللغة الإنجليزية Earth أو ما يعادلها في اللغات الأخرى المنطوقة (على سبيل المثال، بالفرنسية يطلق علي الأرض la Terre لا تير) وايضا أيضا تعرف باسمها اللاتيني العلمي التقليدي تيرا وهي إلهة الأرض في الميثولوجيا الرومانية .
واللغة اللاتينية استخدامت كلغة علمية دولية من قبل علماء الفلك الحديث الأوائل مثل كوبرنيكوس ويوهانس كيبلر وغاليليو غاليلي وإسحاق نيوتن وفقا لذلك سميت الأجرام المكتشفة لاحقا على الاقل تم اكتشاف جرمين لاحقا واطلق علية كوكب:
- أورانوس، الذي اكتشفه وليام هيرشيل عام 1781,[32]
- نبتون، الذي اكتشفه يوهان جدفريد جال في عام 1846 على أساس توقعات أوربان لوفيرييه[33]

أعطيت هذه الكواكب أسماء من الأساطير اليونانية أو الرومانية، لتتناسب مع أسماء الكواكب القديمة ولكن بعد بعض الجدل. على سبيل المثال، اكتشف السير وليم هرشل أورانوس في عام 1781، وسماة أصلا Georgium Sidus (نجمة جورج) تكريما للملك جورج الثالث ملك المملكة المتحدة.وعلماء الفلك الفرنسين يطلقون علية هيرشيل قبل اقتراح الفلكي الألماني يوهان بود اسم أورانوس، نسبة للإله اليوناني. واسم «أورانوس» لم يدخل حيز الاستعمال الشائع حتى عام 1850 تقريبا.

### تسمية الكوكب-الصغير
ابتداء من عام 1801، تم اكتشاف الكويكبات بين المريخ والمشتري. (سيريس، بالاس، جونو، فيستا) التي اعتبرت في البداية كواكب.ومع اكتشاف المزيد سرعان ما جردت من وضعها ككواكب. من ناحية أخرى، اعتبر بلوتو كوكبا في وقت اكتشافه في عام 1930
ولكن الاتحاد الفلكي الدولي قام بإعادة تعريف للمصطلح «كوكب» في 24 أغسطس 2006م، واعتبر بلوتو كوكباً قزماً، ليصبح عدد كواكب المجموعة الشمسية ثمانية.
وقدمت العديد من ألأسماء لكواكب افتراضية على سبيل المثال: فولكان لكوكب في مدار عطارد. فايتون لكوكب بين المريخ والمشتري.

## وصلات خارجية
- نظام تعيين المذنبات
- معجم مصطلحات الأجسام الفلكية
- كيف تم تسمية الكواكب وأقمارها ؟
- الاتحاد الفلكي الدولي تسمية الأجسام الفلكية
- مواصفات الاتحاد الفلكي الدولي بشأن التسميات
- النمط القديم والجديد لتسمية الكواكب الصغيرة من مركز الكواكب الصغيرة
- من يسمي الكواكب والذي يقرر اسميهما؟